# Società Sportiva Dilettantistica Città di Campobasso
El Società Sportiva Dilettantistica Città di Campobasso és un club de futbol italià de la ciutat de Campobasso.

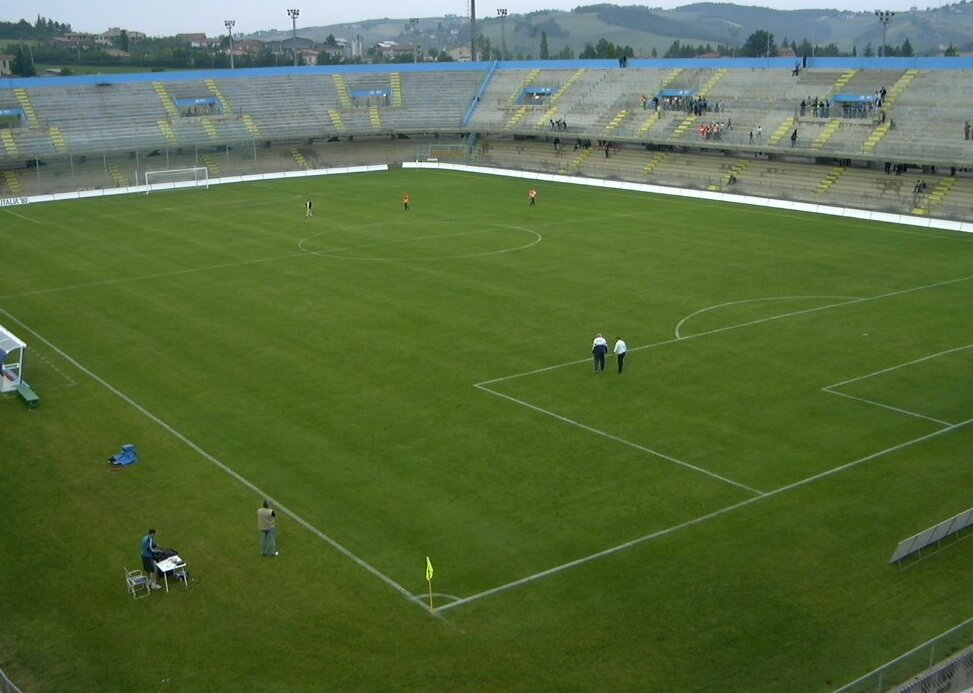
Stadio Nuovo Romagnoli, Campobasso

El club ha estat fundat (1919, 2003 i 2013) i ha canviat de denominació diverses vegades:
- 1919 Unione Sportiva Campobasso
- 1977 Società Sportiva Campobasso
- 1990 Football Club Campobasso
- 1996 Associazione Calcio Campobasso
- 2003 Polisportiva Nuovo Campobasso Calcio
- 2005 Polisportiva Nuovo Campobasso Calcio
- 2013 Unione Sportiva Campobasso 1919 Associazione Sportiva Dilettantistica
- 2014 Società Sportiva Dilettantistica Città di Campobasso

El club es feu famós quan guanyà a la Juventus per 1-0 a la Coppa Italia el 13 de febrero de 1985.